# تلوار (سلاح)
تلوار نام نوعی شمشیر است که دارای تیغه ایی بسیار پهن و قوس‌دار بوده‌است این شمشیر وزن زیادی داشته که به همین دلیل تنها مردان بسیار قوی قادر به استفاده از آن بوده‌اند. این نوع شمشیر بیشتر در مناطق مرکزی و جنوب افغانستان مورد استفاده مردانی از قبایل هزاره، ابدالی و ازبک قرار می‌گرفته‌است. چنانچه امیر تیمور گورکانی در کتاب (منم تیمور جهانگشا) تلوار را سلاح مورد استفاده پادشاه غور و سربازانش معرفی نموده‌است.

## نگارخانه

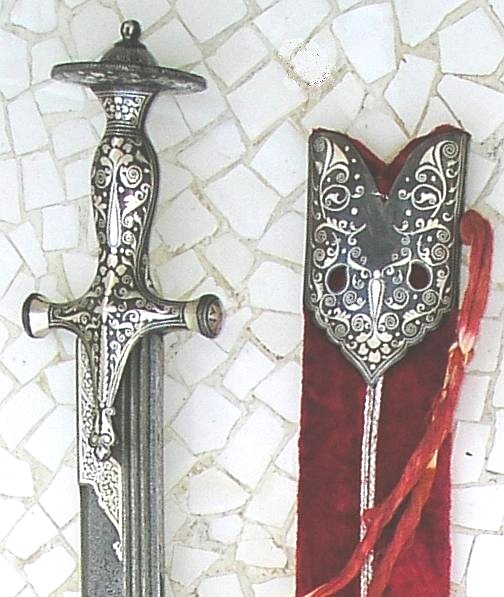
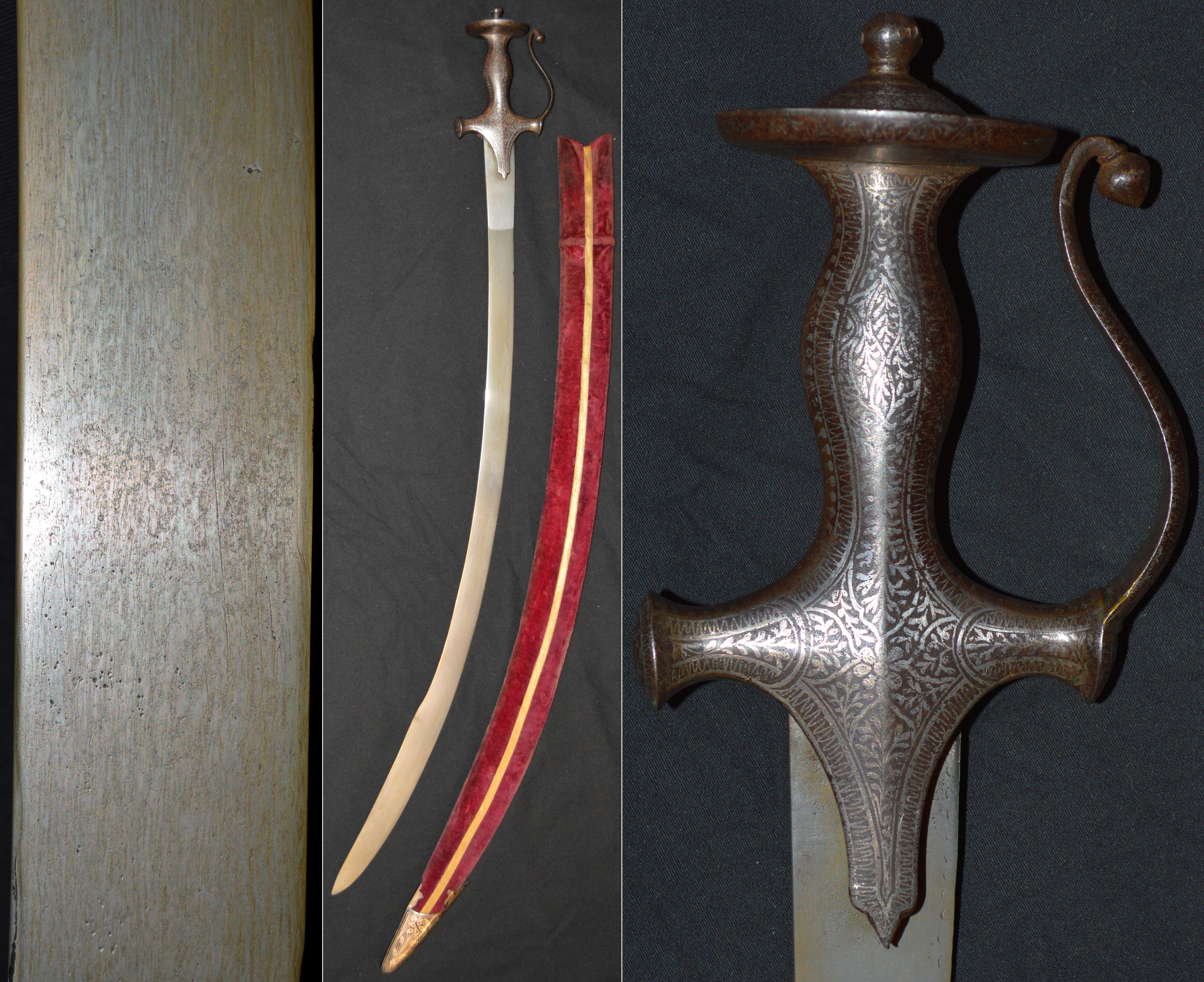
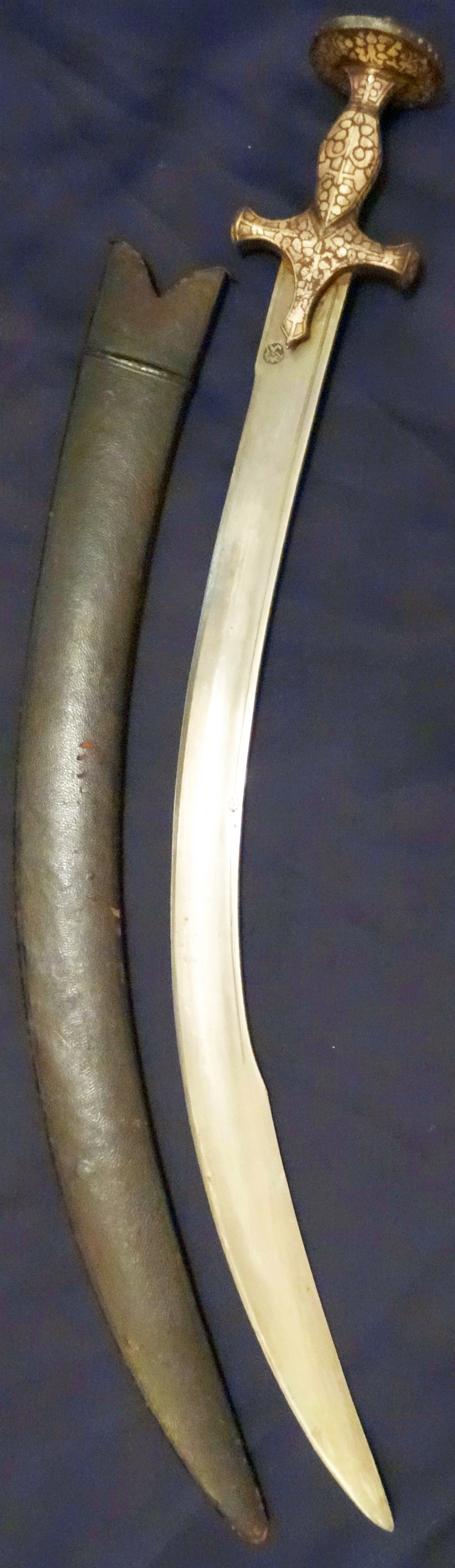
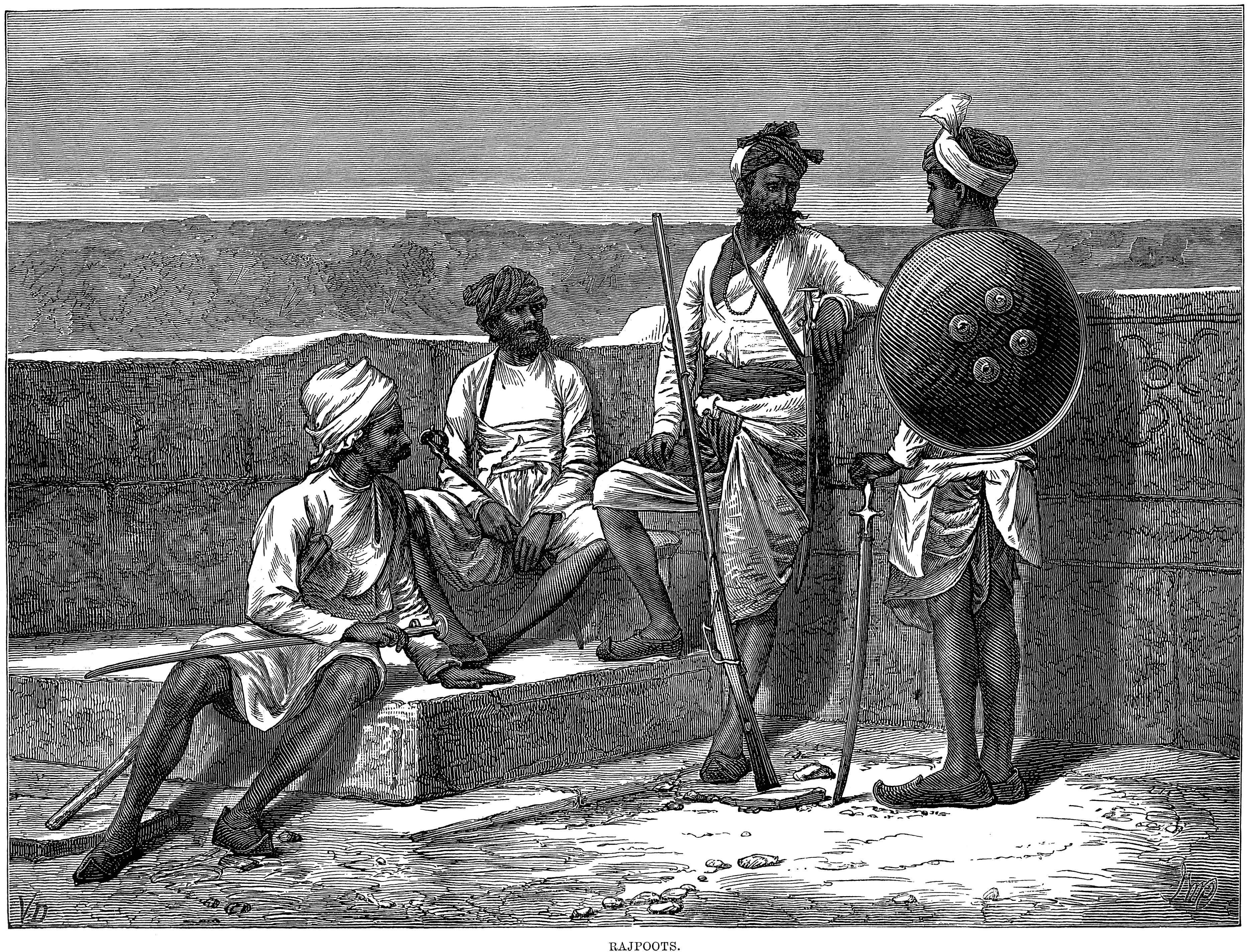
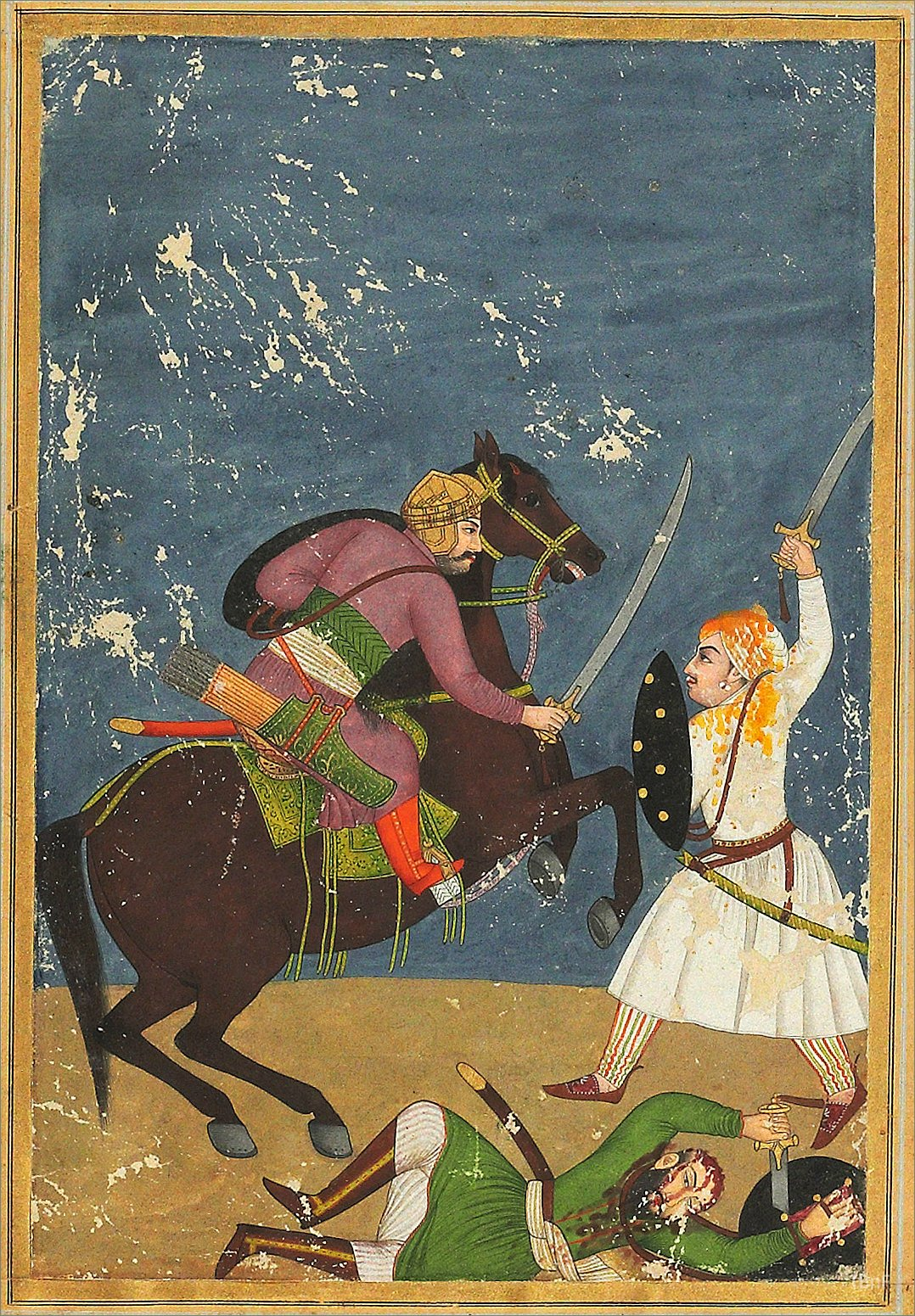
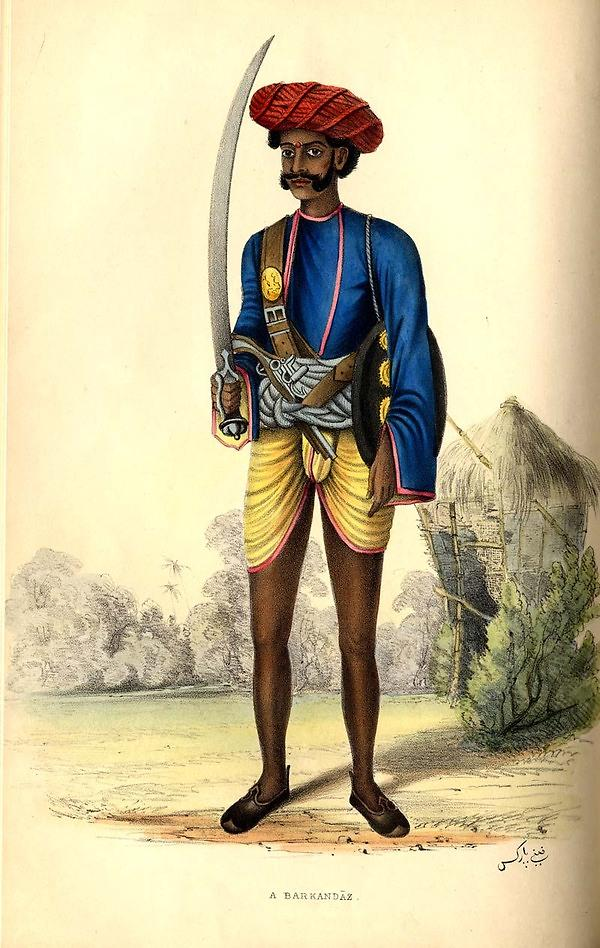